# Isaiah Rider
Isaiah Rider jr., conosciuto anche come J.R. Rider (Oakland, 12 marzo 1971), è un ex cestista statunitense, professionista nella NBA.

## Carriera
È stato selezionato dai Minnesota Timberwolves al primo giro del Draft NBA 1993 (5ª scelta assoluta).

## Statistiche

### College
| Anno      | Squadra        | PG | PT | MP   | TC%  | 3P%  | TL%  | RP  | AP  | PRP | SP  | PP   |
| --------- | -------------- | -- | -- | ---- | ---- | ---- | ---- | --- | --- | --- | --- | ---- |
| 1991-1992 | UNLV R. Rebels | 27 | 27 | 34,1 | 49,0 | 40,1 | 74,7 | 5,2 | 3,2 | 0,7 | 0,4 | 20,7 |
| 1992-1993 | UNLV R. Rebels | 28 | 26 | 35,4 | 51,5 | 40,1 | 82,6 | 8,9 | 2,5 | 1,5 | 0,6 | 29,1 |
| Carriera  | Carriera       | 55 | 53 | 34,8 | 50,4 | 40,1 | 80,5 | 7,1 | 2,9 | 1,1 | 0,5 | 24,9 |

### NBA

#### Regular Season
| Anno       | Squadra             | PG  | PT  | MP   | TC%  | 3P%  | TL%  | RP  | AP  | PRP | SP  | PP   |
| ---------- | ------------------- | --- | --- | ---- | ---- | ---- | ---- | --- | --- | --- | --- | ---- |
| 1993-1994  | Minnesota T'wolves  | 79  | 60  | 30,6 | 46,8 | 36,0 | 81,1 | 4,0 | 2,6 | 0,7 | 0,4 | 16,6 |
| 1994-1995  | Minnesota T'wolves  | 75  | 67  | 35,3 | 44,7 | 35,1 | 81,7 | 3,3 | 3,3 | 0,9 | 0,3 | 20,4 |
| 1995-1996  | Minnesota T'wolves  | 75  | 68  | 34,6 | 46,4 | 37,1 | 83,8 | 4,1 | 2,8 | 0,6 | 0,3 | 19,6 |
| 1996-1997  | Portland T. Blazers | 76  | 68  | 33,7 | 46,4 | 38,5 | 81,2 | 4,0 | 2,6 | 0,6 | 0,3 | 16,1 |
| 1997-1998  | Portland T. Blazers | 74  | 66  | 37,6 | 42,3 | 32,1 | 82,8 | 4,7 | 3,1 | 0,7 | 0,3 | 19,7 |
| 1998-1999  | Portland T. Blazers | 47  | 41  | 29,5 | 41,2 | 37,8 | 75,5 | 4,2 | 2,2 | 0,5 | 0,2 | 13,9 |
| 1999-2000  | Atlanta Hawks       | 60  | 47  | 34,7 | 41,9 | 31,1 | 78,5 | 4,3 | 3,7 | 0,7 | 0,1 | 19,3 |
| 2000-2001† | L.A. Lakers         | 67  | 6   | 18,0 | 42,6 | 37,0 | 85,5 | 2,3 | 1,7 | 0,4 | 0,1 | 7,6  |
| 2001-2002  | Denver Nuggets      | 10  | 1   | 17,3 | 45,7 | 40,0 | 76,5 | 3,3 | 1,2 | 0,3 | 0,2 | 9,3  |
| Carriera   | Carriera            | 563 | 424 | 31,7 | 44,3 | 35,2 | 81,2 | 3,8 | 2,7 | 0,7 | 0,2 | 16,7 |

#### Playoffs
| Anno     | Squadra             | PG | PT | MP   | TC%  | 3P%  | TL%  | RP  | AP  | PRP | SP  | PP   |
| -------- | ------------------- | -- | -- | ---- | ---- | ---- | ---- | --- | --- | --- | --- | ---- |
| 1997     | Portland T. Blazers | 4  | 4  | 40,3 | 37,2 | 37,5 | 88,2 | 2,0 | 4,3 | 0,8 | 0,0 | 13,3 |
| 1998     | Portland T. Blazers | 4  | 4  | 41,5 | 41,8 | 9,1  | 76,9 | 5,0 | 4,3 | 1,3 | 0,0 | 19,3 |
| 1999     | Portland T. Blazers | 13 | 13 | 32,8 | 42,9 | 42,3 | 88,7 | 3,8 | 2,4 | 0,8 | 0,0 | 16,5 |
| Carriera | Carriera            | 21 | 21 | 35,9 | 41,8 | 34,0 | 86,0 | 3,7 | 3,1 | 0,9 | 0,0 | 16,4 |

## Palmarès
- NCAA AP All-America Second Team (1993)
- Campionato NBA: 1 (2001)
- NBA All-Rookie First Team (1994)
- NBA Slam dunk contest 1994